# آرتور کونیا
آرتور کونیا (انگلیسی: Arthur Cunha؛ زادهٔ ۱۰ ژانویهٔ ۱۹۹۰) بازیکن فوتبال اهل برزیل است.